# SFC Etar Veliko Tarnovo
El SFC Etar Veliko Tarnovo (en búlgaro: СФК Етър) es un equipo de fútbol de Bulgaria que juega en la B PFG, segunda división de fútbol en el país.

## Historia
Fue fundado el 17 de marzo de 2017 en la ciudad de Veliko Tarnovo como el sucesor del desaparecido FC Etar 1924 Veliko Tarnovo con el nombre OFC Etar luego de adquirir la licencia del FC Botev Debelets, en donde terminaron en quinto lugar en su primera temporada en la V AFG.
En la temporada 2015/16 el club consigue el ascenso a la B PFG, en donde el 9 de julio de 2016 consigue oficialmente la licencia para jugar en la segunda categoría y cambian su nombre por el que tienen actualmente, consiguiendo el ascenso a la A PFG luego de ganar el título de la segunda categoría.

## Palmarés
- B PFG (1): 2016–17
- Northwestern Third League (1): 2015–16

## Jugadores

### Plantilla 2023-24
Actualizado el 1 de marzo del 2024

## Entrenadores
| Periodo   | Nombre                     |
| --------- | -------------------------- |
| 2013–2014 | Sasho Angelov              |
| 2014–2015 | Kaloyan Chakarov           |
| 2015–2016 | Georgi Vasilev             |
| 2016      | Boncho Genchev             |
| 2016      | Iliyan Kiryakov (interino) |
| 2016      | Ferario Spasov             |
| 2016      | Georgi Vasilev             |
| 2017–2018 | Stanislav Genchev          |
| 2018–2019 | Krasimir Balakov           |
| 2019      | Rosen Kirilov              |
| 2019      | Kaloyan Chakarov           |
| 2019–2020 | Petko Petkov               |
| 2020–2021 | Aleksandar Tomash          |
| 2021–2022 | Veselin Velikov            |
| 2022–2023 | Emanuel Lukanov            |
| 2023      | Marin Stefanov (interino)  |
| 2023–     | Svetoslav Petrov           |